# مايكل يورك

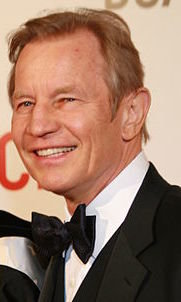
مايكل يورك

مايكل يورك (بالإنجليزية: Michael York) ، من مواليد 27 مارس 1942 ، وهو ممثل بريطاني، شارك بعدة أفلام ومنها فيلم أوستن باورز: الجاسوس الذي غيرني.

## وصلات خارجية
- Michael York في موقع شاشة الإنترنت [الإنجليزية]‏ التابع لمعهد الفيلم البريطاني
- مايكل يورك على موقع IMDb (الإنجليزية)
- مايكل يورك على موقع الموسوعة البريطانية (الإنجليزية)
- مايكل يورك على موقع روتن توميتوز (الإنجليزية)
- مايكل يورك على موقع مونزينجر (الألمانية)
- مايكل يورك على موقع قاعدة بيانات الأفلام العربية
- مايكل يورك على موقع ألو سيني (الفرنسية)
- مايكل يورك على موقع ميوزك برينز (الإنجليزية)
- مايكل يورك على موقع تيرنر كلاسيك موفيز (الإنجليزية)
- مايكل يورك على موقع أول موفي (الإنجليزية)
- مايكل يورك على موقع قاعدة بيانات برودواي على الإنترنت (الإنجليزية)
- Michael York نسخة محفوظة 16 نوفمبر 2007 على موقع واي باك مشين.
- Biography at Yahoo movies
- مايكل يورك على موقع Charlie Rose